# Art Mollner
Arthur Owen "Art" Mollner (Saranac Lake, 20 de dezembro de 1912 - Westlake Village,  16 de março de 1995) foi um ex-basquetebolista estadunidense que fez parte da equipe que conquistou a Medalha de Ouro nas XI Jogos Olímpicos de Verão realizados em Berlim na Alemanha nazista.

## Biografia
Art Mollner frequentou por pouco tempo uma faculdade de Los Angeles e logo entrou para a polícia da cidade. Jogava basquetebol na AAU Basketball e também na equipe do Universal Studios, que serviu de base para a Seleção Estadunidense que lutou pelo Ouro Olímpico em 1936. Jogou durante muito anos na Liga AAU e por fim tornou-se técnico de equipes Fibber McGee e Molly até 1952. Prosseguiu na Polícia onde se aposentou com o posto de Sargento.

## Estatísticas com a Seleção Estadunidense
| Evento      | Idade | Data       | Resultado       | pts |
| ----------- | ----- | ---------- | --------------- | --- |
| Berlim 1936 | 23    | 09/08/1936 | EUA 52 - 28 EST | 6   |
| Berlim 1936 | 23    | 13/08/1936 | EUA 25 X 10 MEX | 0   |